# Deirdre O'Connor
Pour les articles homonymes, voir O'Connor.
Deirdre O'Connor, née le 25 septembre 1951 à Ranelagh et morte le 3 octobre 1999, est une  architecte irlandaise.
Elle est la première femme présidente de l'association des architectes d'Irlande,.

## Biographie
Deirdre O'Connor est née à Ranelagh à Dublin, le 25 septembre 1951. Elle est l'aînée des cinq enfants de l'ingénieur Brendan O'Connor et de Sheelagh O'Connor (née McManus). Son père meurt en 1964, alors qu'elle a 13 ans. Sa mère se remarie avec Dermod Rush en 1967. Elle a cinq frères. O'Connor s'inscrit au collège de technologie de Dublin sur Bolton Street en 1968, gagnant le prix combiné de l'Institut royal des architectes d'Irlande (RIAI) et de l'association des architectes d'Irlande (AAI) en 1971 ainsi qu'une bourse de voyage en 1972. Elle obtient son diplôme en architecture en 1973.
De 1973 à 1974, O'Connor est membre du comité de l'AAI et devient co-secrétaire et trésorière de 1974 à 1975, avant de servir en tant que vice-présidente de 1975 à 1976. Jusqu'en 1976, elle travaille avec Robinson Keefe & Devane. Elle est élue MRIAI la même année puis est élue présidente de l'AAI. Elle sert de représentante de l'AAI auprès du conseil du RIAI. En 1976, elle remporte la bourse de recherche Cement Roadstone sur le logement à l'école d'architecture de l'UCD, avant d'y devenir tutrice de 1977 à 1990. Le résultat de ses recherches est intitulé Housing in Dublin's inner city et publié en 1979.
En 1978, O'Connor rejoint Arthur Gibney &amp; Partners à Dublin, et y devient partenaire en 1981. De 1985 à 1986, elle est la présidente de la division des affaires publiques de la RIAI. O'Connor est l'architecte supervisant la réhabilitation de l'ancien Albert College à Ballymun en 1988. Elle est critique à l'école d'architecture du Dublin Institute of Technology de Bolton Street de 1989 à 1992, et examinatrice externe en 1993, 1995 et 1996. Elle est impliquée dans la conception des bâtiments de la nouvelle Dublin City University, dans la conception de la salle de conférences James Larkin, qui lui vaut le prix régional RIAI en 1992. En 1993, elle co-édite le guide architectural Phaidon à Dublin avec John Graby.
Pendant 15 ans, O'Connor siège au conseil du RIAI, notamment en tant que vice-présidente en 1991 et 1994, et pour cinq ans au conseil de rédaction du journal du RIAI Irish Architect. Elle s'occupe du jury de la médaille d'or du RIAI de 1989 à 1991 et préside le prix de 1992 à 1994. Elle prend sa retraite à plein temps en août 1999.
O'Connor meurt d'un cancer le 3 octobre 1999. Elle est enterrée à côté de ses parents dans le nouveau cimetière de Kilquade dans le comté de Wicklow. En mai 2000, le RIAI créé une médaille en son honneur.

## Sélection d’œuvres
- Immeuble, à Essex Quay, Dublin (1992)
- Restaurant Patrick Guilbaud, 21 Merrion Street, Dublin (1997)[1]